# Bloomberg Tower
La Bloomberg Tower és un gratacel de Nova York. S'hi troba la seu de la companyia Bloomberg, fundada per un antic batlle de Nova York, Michael Bloomberg. L'immoble, del que el nom és oficiós, és al 731 de Lexington Avenue entre el carrer 58 i el 59. El veritable nom d'aquest immoble de 54 pisos és Beacon Court. Fa 246 metres. Va ser construït entre el 2001 i 2005.
L'immoble presenta petits rivets metàl·lics horitzontals, anant del nivell del carrer al cim de l'immoble, el que el fa força fàcil d'escalar. Tanmateix, hi ha equips de seguretat que vigilen que ningú no es llanci a aquesta perillosa aventura.

## Principals arrendataris
- La societat Home Depot posseeix una botiga a l'immoble.
- La marca de moda H&M així com Swarovski posseeix una botiga a Lexington Avenue.
- Un Starbucks Coffee així com un restaurant anomenat Le Cirque estan situats a nivell del bloc central.
- Bank of America i Wachovia posseeixen un espai a nivell de Third Avenue.